# Санта-Китерия (микрорегион)

Санта-Китерия на карте.

Санта-Китерия (порт. Microrregião de Santa Quitéria) — микрорегион в Бразилии, входит в штат Сеара. Составная часть мезорегиона Северо-запад штата Сеара. Население составляет 72 040 человек (на 2010 год). Площадь — 6 018,037 км². Плотность населения — 11,97 чел./км².

## Демография
Согласно сведениям, собранным в ходе переписи 2010 г. Национальным институтом географии и статистики (IBGE), население микрорегиона составляет:
| Полное население                             | Полное население                             | Полное население                             | Полное население                             | 72 040 |
| -------------------------------------------- | -------------------------------------------- | -------------------------------------------- | -------------------------------------------- | ------ |
| в том числе:                                 | Городское население                          | 38 709                                       | Процент городского населения, %              | 53,73  |
|                                              | Сельское население                           | 33 331                                       | Процент сельского населения, %               | 46,27  |
|                                              | Мужское население                            | 36 100                                       | Процент мужского населения, %                | 50,11  |
|                                              | Женское население                            | 35 940                                       | Процент женского населения, %                | 49,89  |
| Плотность населения, чел/км²                 | Плотность населения, чел/км²                 | Плотность населения, чел/км²                 | Плотность населения, чел/км²                 | 11,97  |
| Население микрорегиона в % к населению штата | Население микрорегиона в % к населению штата | Население микрорегиона в % к населению штата | Население микрорегиона в % к населению штата | 0,85   |

## Статистика
- Валовой внутренний продукт на 2003 составляет 146 285 222,00 реалов (данные: Бразильский институт географии и статистики).
- Валовой внутренний продукт на душу населения на 2003 составляет 2085,66 реалов (данные: Бразильский институт географии и статистики).
- Индекс развития человеческого потенциала на 2000 составляет 0,639 (данные: Программа развития ООН).

## Состав микрорегиона
В составе микрорегиона включены следующие муниципалитеты:
1. Катунда
2. Идроландия
3. Санта-Китерия